# Ефекат Звончице
Ефекат Звончице је израз из енглеског језика који описује ствари за које се верује да постоје само зато што људи верују у њих. Ефекат је добио име у част Звончице, виле у представи Петар Пан, која је избегла смрт користећи снагу мисли саме публике.
Други облик се зове обрнути ефекат Звончице, израз који је сковао Дејвид Пост у 2003. години. Ова верзија ефекта говори о томе да што више људи верује у нешто, више је вероватан супротан исход. На пример, што више људи сматра да је вожња безбедна, више људи ће возити немарно, што чини да вожња буде мање безбедна.

## Различите примене израза
Као израз, ефекат Звончице примењује се на различитим ситуацијама и може се користити да би се боље објаснили појмови и аргументи.

### У перцепцији кретања
У часопису о истраживању свести (енгл. Journal of Consciousness Studies), Френк Х. Дурџин примењује овај израз у проучавању човекове детекције и перцепције кретања. Назив дела је Ефекат звончице: „Перцепција Кретања и Илузија”. Он сумња у типично уврежено мишљење о томе како је визуелна свест директно повезана са информацијама које прикупљају опажајни органи. Он тврди да се „чини да перцептивна свест има више информација него што је заиста доступно кроз визуелне спознаје”. Аутор истиче ту неусаглашеност и повезује са представом Петар Пан, у којој повратак Звончице у живот зависи од вере публике у чаробне виле, коју исказују тапшањем. Ефекат Звончице указује на значајан недостатак у можданом систему добијања и тумачења визуелно доступних информација: није у директном односу са стварношћу. Уз огромну количину сензорских информација, мозак доноси закључке допуњујући ствари које не може да разуме. Другим речима, то је дело маште.

### У реформи образовања
Дејвид Ц. Парис (1997) користи ефекат Звончице да објасни недоследности националне образовне реформе. Он напомиње да реформе могу бити спроведене на националном нивоу, али заправо зависи од појединачних школа да одлуче како се реформа уклапа у складу са њиховим постојећим системом образовања. Иако су реформе смишљене да имају утицај на школе, испоставља се да школе често мењају реформе. Реформа образовања може бити тешка, јер се промене дешавају унутар установе, те професори, ученици и особље преносе те реформе споља. „Зато што се реформе често догађају изнутра ка споља, успех у појединачним школа и њиховом окружењу може драстично да варира.” Парис тврди да нема правог начина да се створи боља школа. Не постоји наставни програм или начин држања наставе који гарантује школи успешно спровођење реформи. Односно, изгледа да неке школе успевају, јер постоји широко распрострањено и укорењено веровање да је њихов систем исправан. Ово веровање утиче на све унутар установе, где промена почиње и где се развија. Ако у школи наставници сматрају да обављају посебан и вредан посао, ученици ће вероватно мислити исто.
У овој примени, напоран рад је еквивалентан тапшању публике током представе Петар Пан. Ако институција чврсто верује својим методама (тако што има добре наставнике, који промовишу јасне циљеве и који обраћају посебну пажњу својим ученицима), вероватније је да ће добити „тапшање”, неопходно за њен даљи напредак. Слично томе како Звончицин живот зависи од вере публике у њу, успех школа зависе од вере у своје методе. Иако се чини да вера у методе образовања доноси успех, тај метод не може бити стандардизован и примењен у свим школама. Парис тврди да без неких показатеља ефикасности програма, ефекат Звончице, који помаже неким установама да успеју, може имати негативан утицај на потребне реформе. Прекомерно самопоуздање у систем може да се спречи даље усавршавање и угрози квалитет програма.

### У владавини права
Камерон Стјуарт користи ефекат Звончице да објасни зашто читаоци треба да „тапшу” принципу владавине права. Владавина права је „основни идеолошки принцип модерне Западне демократије, и као такав, често захтева наше веровање у принцип, без постављања икаквих питања. Иако западне земље често највише поштују овај принцип кад дође до његовог кршења”. Стјуарт тврди да је овај концепт веома сличан лику Звончице у томе што она не може постојати уколико људи не верују у њу. Он каже да владавина права тренутно не постоји у потпуности. Он описује покушаје реализације либералних филозофија које су представљене кроз овај принцип као основе општег Права. У њему се наводи да је „владавина права, а не парламентарни суверенитет, врховна власт права, чиме се ограничавају законодавне и извршне власти”. Проблем је у томе што то није лако формулисати, чиме се принцип претвара у производ правничке маште. Аутор сугерише да је однос између владавине права и демократије неопходан како би се обезбедило његово постојање. Ефекат Звончице се користи као покушај убеђивања својих читалаца да подрже његов аргумент. Он наглашава значај поштовања или „тапшања” владавини права, јер она зависи од наших уверења.